# Retrogression
Retrogression ist eine finnische Metal-Band aus Tuusula, die 2002 gegründet wurde.

## Geschichte
Die Band wurde im Jahr 2002 gegründet. In den ersten Jahren wechselte der Posten des Schlagzeugers zweimal. 2007 verließ der damalige Gitarrist die Band. Die Besetzung bestand daraufhin neben dem Schlagzeuger Tipi, der 2005 hinzugekommen war, aus den drei Gründungsmitgliedern Lammi am Bass, Pekka an der E-Gitarre und dem Sänger Antti, der nun auch zusätzlich die E-Gitarre spielt. 2012 erschien über Inverse Records das selbstbetitelte Debütalbum.

## Stil
Michael Dalakos von metal-temple.com empfand …and the Fiancee Was a Total Fiasco als Mischung aus modernem Death Metal und melodischen Hooks und Refrains, die mit der Musik von Scar Symmetry oder Threat Signal zu vergleichen sei. Moritz Beese von metalinside.de schrieb in seiner Rezension zum Album, dass es hierauf „angeproggten Mosh Core“ gibt. Die Lieder seien aggressiv, würden sich auf Dauer jedoch stark ähneln, wobei sie alle an die Fünf-Minuten-Marke heranreichen würden. Der Gesang sei monoton und bestehe aus Shouts. Beese empfahl die Musik Fans von The End, Twelve Tribes und Ghost Brigade. Kev Rowland von mlwz.pl gab der Beschreibung des Labels größtenteils Recht, das die Musik als melancholischen, melodischen und aggressiven Progressive Metal umriss. Besonders die Melodie sei in den Liedern der Band laut Rowland bedeutend. Die Musik sei etwas mit der von frühen Mastodon vergleichbar, wobei auch Gemeinsamkeiten zum skandinavischen Black Metal hörbar seien.

## Diskografie
- 2004: Faint of Heart (Demo, Eigenveröffentlichung)
- 2006: …and the Fiancee Was a Total Fiasco (Demo, Eigenveröffentlichung)
- 2008: She.Came.Blazing (Demo, Eigenveröffentlichung)
- 2012: Retrogression (Album, Inverse Records)